# توفند هاروی
توفند هاروی (Hurricane Harvey) یک توفند استوایی است که منجر به سیلی عظیم در جنوب شرق ایالت تگزاس ایالات متحده آمریکا شده است. این سامانه جوی در ۱۷ اوت ۲۰۱۷ در دریای کارائیب تبدیل به یک توفان شد و پس از عبور از جزایر بادگیر و جنوب باربادوس از دریای کاراییب گذر کرد. زمانی که در ۲۳ اوت به خلیج کامپچه رسید، شدت یافت و روز بعد تبدیل به یک توفند استوایی (هاریکن) شد و در روز ۲۵ اوت به درجه ۴ رسید و با همان شدت منجر به بارش باران سیلابی (لندفال) در راکپرت تگزاس شد. بدین ترتیب، هاروی نخستین توفند با درجه سه یا بالاتر پس از سال ۲۰۰۵ است که منجر به بارش سیلابی در خاک آمریکا شده است.

## سرعت
هاروی با متوسط بارش ۱۳۱۸ میلی‌متر، پربارش‌ترین توفند رسیده به خاک ایالات متحده از زمان ثبت اطلاعات توفندها بوده است و باعث سیلی بزرگ در منطقه کلان‌شهری هیوستون شد.

## خسارات
هاروی منجر به مرگ ۷۱ نفر شده است که به جز یکی، بقیه در ایالات متحده بوده است. هاروی بزرگ‌ترین بلای طبیعی در ایالت تگزاس بوده است که بین ۱۰ تا ۱۶۰ میلیارد دلار خسارت به بار آورده است.